# 維耶西泰市鎮
維耶西泰市鎮，曾是拉脫維亞的一個市鎮，設立於2009年。位於該國東南部，人口4705人，面積650.5平方公里，人口密度約7.2人/km2。
2021年7月1日，維耶西泰市鎮、葉卡布皮爾斯市及其它市镇合并为新的葉卡布皮爾斯市鎮。

## 外部連結
- 葉卡布皮爾斯市鎮官方網站 （页面存档备份，存于） （拉脱维亚文） （英文）